# Pachyanthrax
Pachyanthrax är ett släkte av tvåvingar. Pachyanthrax ingår i familjen svävflugor.
Kladogram enligt Catalogue of Life:
| Pachyanthrax | \| \| Pachyanthrax albosegmentatus \| \| \| \| \| \| Pachyanthrax circe \| \| \| \| \| \| Pachyanthrax cunamae \| \| \| \| \| \| Pachyanthrax dimidiata \| \| \| \| \| \| Pachyanthrax fulvifacies \| \| \| \| \| \| Pachyanthrax laconae \| \| \| \| \| \| Pachyanthrax lutulentus \| \| \| \| \| \| Pachyanthrax nimrodica \| \| \| \| \| \| Pachyanthrax nomadorum \| \| \| \| \| \| Pachyanthrax telamon \| \| \| \| \| \| Pachyanthrax unctus \| \| \| \| \| \| Pachyanthrax velleris \| \| \| \| \| \| Pachyanthrax vetula \| \| \| \| \| \| Pachyanthrax villiersi \| \| \| \| |
|              | \| \| Pachyanthrax albosegmentatus \| \| \| \| \| \| Pachyanthrax circe \| \| \| \| \| \| Pachyanthrax cunamae \| \| \| \| \| \| Pachyanthrax dimidiata \| \| \| \| \| \| Pachyanthrax fulvifacies \| \| \| \| \| \| Pachyanthrax laconae \| \| \| \| \| \| Pachyanthrax lutulentus \| \| \| \| \| \| Pachyanthrax nimrodica \| \| \| \| \| \| Pachyanthrax nomadorum \| \| \| \| \| \| Pachyanthrax telamon \| \| \| \| \| \| Pachyanthrax unctus \| \| \| \| \| \| Pachyanthrax velleris \| \| \| \| \| \| Pachyanthrax vetula \| \| \| \| \| \| Pachyanthrax villiersi \| \| \| \| |
|              | Pachyanthrax albosegmentatus |
|              | |
|              | Pachyanthrax circe |
|              | |
|              | Pachyanthrax cunamae |
|              | |
|              | Pachyanthrax dimidiata |
|              | |
|              | Pachyanthrax fulvifacies |
|              | |
|              | Pachyanthrax laconae |
|              | |
|              | Pachyanthrax lutulentus |
|              | |
|              | Pachyanthrax nimrodica |
|              | |
|              | Pachyanthrax nomadorum |
|              | |
|              | Pachyanthrax telamon |
|              | |
|              | Pachyanthrax unctus |
|              | |
|              | Pachyanthrax velleris |
|              | |
|              | Pachyanthrax vetula |
|              | |
|              | Pachyanthrax villiersi |
|              | |